# Шарлота Фридерика фон Насау-Зиген
Шарлота Фридерика фон Насау-Зиген (на немски: Charlotte Friederike von Nassau-Siegen; * 30 ноември 1702, Зиген; † 22 юли 1785, Щадтхаген) от род Насау, е принцеса от Насау-Зиген и чрез женитби княгиня на Анхалт-Кьотен и графиня на Шаумбург-Липе.

## Живот
Тя е дъщеря на княз Фридрих Вилхелм I Адолф фон Насау-Зиген (1680 – 1722) и първата му съпруга принцеса Елизабет Франциска фон Хесен-Хомбург (1681 – 1707), дъщеря на ландграф Фридрих II фон Хесен-Хомбург. Сестра е на княз Фридрих Вилхелм II фон Насау-Зиген (1706 – 1734).
Шарлота Фридерика се омъжва във Ваймар на 27 юни 1725 г. за княз Леополд фон Анхалт-Кьотен (1694 – 1728) от фамилията Аскани. Тя е втората му съпруга. Раждат им се две деца.
След смъртта на Леополд, на 26 април 1730 г. във Фарел, Фризия, Шарлота Фридерика се омъжва втори път за граф Албрехт Волфганг фон Шаумбург-Липе (1699 – 1748) от фамилията Дом Липе, син на граф Фридрих Кристиан фон Шаумбург-Липе и внук на граф Филип I фон Шаумбург-Липе. Тя е втората му съпруга. Бракът е бездетен. Те живеят в дворец Бюкебург, заедно с неговата метреса, нейната приятелка от младини Шарлота София Бентинк, графиня фон Алденбург (1715 – 1800), която ражда двама сина.
Прочутият Волтер ги посещава три дена в двора на Бюкебург от 9 до 11 декември 1740 г. по време на връщането му от Берлин.
Шарлота Фридерика умира на 22 юли 1785 г. в Щадтхаген и е погребана там на 30 юли 1785 г.

## Деца
Шарлота Фридерика и княз Леополд фон Анхалт-Кьотен имат две деца, които умират рано:
- Емануел Лудвиг фон Анхалт-Кьотен (1726 – 1728), наследствен принц
- Леополдина Шарлота (1727 – 1728)